# Bivin di Vienne
Bivin de Vienne o Bivin de Gorze (ma anche Beuves, Buwin, Bouvin, Bouin, Brouin, Warin, Guérin) (830 circa – 863/9) è stato conte delle Ardenne e abate laico di Gorze.

## Origine
Non si hanno molte notizie, ma si ritiene che fosse figlio di Bosone il Vecchio (?-v.855), conte di Valais e di Engeltrude, oppure di Riccardo II, conte di Amiens, e di sua moglie di cui non si conoscono né il nome né gli ascendenti. In questo caso, sarebbe stato il genero di Bosone il Vecchio, avendone sposato la figlia, Richilde.

## Biografia
Secondo il mittelrheinisches urkundenbuch, Bivin viene citato in un documento di una donazione, del 12 novembre 842, in cui l'imperatore Lotario I, conferma suo fratello Riccardo, nella proprietà dell'abbazia di Prüm.
Secondo lo storico francese Christian Settipani, tra l'855 e l'856 il re di Lotaringia, Lotario II, gli garantì la proprietà dell'abbazia di San Pietro a Gorze, un'abbazia benedettina fondata verso il 747 nei pressi di Metz, di cui divenne abate laico.
Bivin viene ancora citato nei Cartolari dell'abbazia di Gorze in un documento dell'863, in cui si menzione la riforma dell'abbazia di Gorze, attuata dal vescovo di Metz.
Di Bivin non si conosce la data esatta della morte. Comunque secondo gli Annales Bertiniani, era già morto nell'869.

## Matrimonio e discendenza
Verso l'844 sposò, molto probabilmente, una figlia di Bosone il Vecchio, forse Richilde (gli Annales Bertiniani confermano che era sposato senza precisare il nome della moglie, ma facendoci conoscere il nome di una sorella della moglie, Teutberga, che era una delle figlie di Bosone il Vecchio) che gli diede quattro figli:
- Bosone V di Vienne o di Arles (ca. 844-887), conte di Vienne, duca d'Italia, dapprima governatore e conte di Provenza e infine re di Provenza
- Richilde delle Ardenne (ca. 845-910), prima concubina e poi moglie del re di Francia Carlo il Calvo e come tale imperatrice d'Occidente
- Riccardo il Giustiziere o Riccardo di Autun (858-921), conte di Autun e conte di Auxerre, poi duca di Borgogna. Fu il capostipite della prima casa di Borgogna
- Radberto (?-?), vescovo di Valence.

### Fonti primarie
- (LA)  Annales Bertiniani.

### Letteratura storiografica
- René Poupardin, I regni carolingi (840-918), in «Storia del mondo medievale», vol. II, 1999, pp. 583–635
- Louis Halphen, Il regno di Borgogna, in «Storia del mondo medievale», vol. II, 1999, pp. 807–821